# Microhyla nanapollexa
Espèce
Statut de conservation UICN

 DD  : Données insuffisantes
Microhyla nanapollexa est une espèce d'amphibiens de la famille des Microhylidae.

## Répartition
Cette espèce est endémique du Viêt Nam. Elle se rencontre sur le mont Ngoc Linh, dans la province de Quảng Nam, à environ 1 480 m d'altitude,.

## Description
Microhyla nanapollexa mesure environ 17 mm.

## Étymologie
Son nom d'espèce, du latin nanus, « nain », et pollex, « pouce », lui a été donné en référence à son pouce de dimension extrêmement réduite.

## Publication originale
- Bain & Nguyen, 2004 : Three new species of narrow-mouth frogs (genus: Microhyla) from Indochina, with comments on Microhyla annamensis and Microhyla palmipes. Copeia, vol. 2004, no 3, p. 507-524 (texte intégral).